# أكاديمية الملك عبد الله
أكاديمية الملك عبد الله هي مدارس دولية عربية سعودية)، تقع في منطقة فلوريس في مقاطعة فيرفاكس (فيرجينيا). تحديداً بالقرب من هيرندون ومطار واشنطن دولس الدولي وهي تقدم خدماتها للطلاب من سن 4 سنوات حتى 18 سنة.
أنشئت هذه المدرسة خلفاً للأكاديمية السعودية الإسلامية التي أغلقت عام 2016.
الصفوف في مرحلة ما قبل المدرسة والمرحلة الابتدائية مختلطة، لكن ثمة فصل بين الجنسين في المرحلة المتوسطة والثانوية
لم تكن هناك جلسات استماع من حكومة مقاطعة فيرفاكس فيما يخص احتلال حرم المدرسة أراضي كانت السعودية قد استخدمتها لأنها مخصصة لأغراض تعليمية. على الرغم من تزايد المشاعر المعادية للإسلام في الولايات المتحدة، إلا أن المسؤول عن المنطقة مايكل فراي صرّح بأن سكان المنطقة المحيطة بالمدرسة لم يعربوا عن معارضتهم وجودها في تلك المنطقة.
كانت الأكاديمية تعرف سابقاً باسم «المدرسة السعودية الإسلامية» وتعد واحدة من 22 مدرسة دولية في المدن الكبرى في جميع أنحاء العالم، التي تملكها وتشغلها المملكة العربية السعودية، كما أنه يمكن لأصحاب الديانات الأخرى وغير السعوديين الالتحاق بالتعليم في الأكاديمية.

## سياسة النزاهة الأكاديمية
للمدرسة سياسة معلنة من 9 صفحات عن النزاهة الأكاديمية، وفيها تشمل دعم المجتمع للنزاهة ومحاربة الغش الدراسي من جميع الأفراد؛ الموظفين والأساتذة وأمناء المكتبات والطلاب والأهل، وفيها تعريف لسوء التصرف الأكاديمي وأنواع الغش بما في ذلك السرقة من النفس، عندما يقدم الطالب وظيفة أعدها هو من قبل لمساق دراسي سابق. ومنها خرق حقوق النشر المحفوظة. ثم شرح تفصيلي للإجراءات المتبعة في حالة المخالفات بحسب مستوى الطالب الدراسي.

## اللغة التدريسية
تعتمد اللغتان العربية والإنكليزية في المدرسة، ويخير الطالب في كل مرحلة بين خيارين يتعلقان باللغة بحيث تكون إحداهما الأساسية والثانية هي اللغة الداعمة. مع التركيز في سياسة اللغة أن اللغة الأم أساسية في الحفاظ على الثقافة.

## النشاط الرياضي
تتمتع المدرسة بكافة الأنشطة الرياضية ولها فرق كرة طائرة وكرة قدم وكرة طائرة وفي المدرسة مسبح وقاعات متنوعة للرياضة

## مجلس أولياء الأمور والمدرسين
منظمة غير ربحية تعمل على تقوية المناخ التعليمي والاجتماعي، هدفها الرئيسي إيجاد فرص مكملة للمنهج التعليمي عن طريق الفعاليات الاجتماعية والثقافية لإحياء الترابط والانتماء في المجتمع المدرسي.